# Чэнь Цзитан
Чэнь Цзита́н (кит. трад. 陳濟棠, упр. 陈济棠, пиньинь Chén Jìtáng, 23 января 1890 — 3 ноября 1954) — военный и политический деятель Китая.

## Биография
Родился в китайской семье народности хакка в уезде Фанчэн провинции Гуандун. В ранние годы учился в начальной армейской школе Гуандуна, а затем в армейском училище Гуандуна. Чэнь Цзитан присоединился к Китайскому революционному альянсу в 1908 году и начал службу в армии Гуандуна в 1920 году. Он был назначен командиром 11-й дивизии 4-й армии в 1925 году и в 1926 году занял гарнизон города Циньчжоу в Гуанси, оставаясь на юге во время Северной экспедиции. Он участвовал в войне между Чан Кайши и Гуансийской кликой на стороне Чан Кайши. В 1928 году Ли Цзишэнь реорганизовал армию Гуандуна и повысил Чэнь Цзитана до командующего 4-й армией. Он управлял тремя подразделениями, дислоцированными в Гуанчжоу и близлежащий округах. В дополнение к своему военному положению Чэнь Цзитан также имел власть в провинции Гуандун.

### Создание Национального правительства в Гуанчжоу
В феврале 1931 года Ху Ханьминь был задержан за выступление против диктаторский стремлений Чан Кайши. Чэнь Цзитан, ведущий войска по приказу Чан Кайши в Гуандун, остановил атаку и объявил о перемирии с Ли Цзунжэнем.
После того, как Чан Кайши арестовал Ху Ханьминя, противоречия внутри Гоминьдана обострились: ключевые члены кантонской группировки покинули Нанкин и отправились в Гуанчжоу. В апреле 1931 года четыре контрольных комитета потребовали от Чан Кайши уйти в отставку. Чэнь Цзитан, Чэн Сэ, Ли Цзунжэнь, Чжан Факуй и другие представители гуандунского правительства потребовали, чтобы он ушёл в отставку в течение 48 часов. 7 мая 1931 года группировки Ху Ханьминя, Ван Цзинвэя, Сунь Кэ, Сишаньская группировка, а также Чэнь Цзитан и Ли Цзунжэнь совместно учредили внеочередное заседание Центрального исполнительного надзорного комитета в Гуанчжоу. 28-го мая Ван Цзинвэй, Чэнь Цзитан и Ли Цзунжэнь сформировали новое национальное правительство в Гуанчжоу.
Кроме того, был создан военный комитет из 19 членов, в который вошли Чэнь Цзитан, Ли Цзунжэнь и Тан Шэнчжи в качестве членов постоянного комитета. 8-я армия Чэнь Цзитана была переименована в Первую армию, а армия Ли Цзунжэня была переименована в Четвертую армию.
Таким образом, между Нанкином и Гуандуном образовался раскол, назревал новый военный конфликт. Однако вторжение японских войск в Маньчжурию принципиально изменило политическую ситуацию, резко усилив тенденции к политическому и военному единству.
После того, как была объявлена договоренность между Нанкинским и Гуандунским правительствами, Ху Ханьминь был освобождён, он вернулся в Гуанчжоу, чтобы возглавить правительственные дела на юго-западе. Военная и политическая власть Гуандуна полностью оказалась в руках Чэнь Цзитана.

### Участие в войне против коммунистов
После контрреволюционных переворотов «12 апреля» и «15 июля» в 1927 году сотрудничество между Гоминьданом и Коммунистической партией было прервано, и Великая революция провалилась. Коммунистическая партия Китая начала восстание в Наньчане, восстание «Осеннего урожая» и Кантонское восстание. Мао Цзэдун, Чжу Дэ и другие повели войска восставших на гору Цзинган и там создали центральную революционную базу.
После «Войны центральных равнин» Чан Кайши мобилизовал свои силы и начал проведение пяти кампаний по «окружению и подавлению» центральной базы революционного правительства, баз в районах западной Хунани, Хубэя, Хэнани и Аньхоя, а также революционных баз в других районах.
Во время четвертой кампании в январе 1933 года Чан Кайши собрал армию из 500 тысяч военнослужащих, назначив Хэ Инциня главнокомандующим, а Чэнь Цзитана — заместителем главнокомандующего. Четвертая кампания по «окружению и подавлению» длилась 50 дней. В результате армия Чан Кайши потеряла 3 элитных формирования и более 10 000 человек.
Во время пятой кампании Чан Кайши против Центральной революционной базы в Цзянси он назначил Чэнь Цзитана главнокомандующим южным фронтом, таким образом Чэнь Цзитан командовал более чем 300 000 солдат, или 30 % от общих сил, мобилизованных против коммунистической базы. Чэнь Цзитан должен был блокировать южные границы коммунистической базы и предотвращать их побег с юга.
Однако Чэнь Цзитан участвовал в кампании без особого энтузиазма так как подозревал, что истинное намерение Чан Кайши состояло в том, чтобы захватить его территорию, таким же способом, как он сделал это ранее с территорией местных командиров в Фуцзяне. Хотя на бумаге войско Чэнь Цзитана насчитывало 300 000 человек, он направил туда только 180 000.
Более того, Чэнь Цзитан заключил секретную сделку с коммунистами, которая гарантировала, что Красная армия Китая пройдет через его территорию как можно быстрее, и его войска не будут им препятствовать. Такая договоренность гарантировала бы, что коммунисты быстро покинут территорию Чэня и что его войска займут регион, который коммунисты уже миновали. Таким образом, это устраняло любые оправдания для Чан Кайши послать войска на территорию Чэнь Цзитана для потенциального захвата. Сделка прошла успешно, и ни Чэнь Цзитан, ни коммунисты ничего не потеряли.

### Борьба против Чан Кайши
В мае 1936 года умер самый большой политический сторонник Чэнь Цзитана, Ху Ханьминь.Чан Кайши хотел воспользоваться смертью Ху Ханьминя, чтобы решить проблему постоянного «полунезависимого» статуса Гуандуна. В середине мая Чан Кайши отправил Ван Чунхуэя в Гуандун и предложил Чэнь Цзитану упразднить Юго-Западный исполнительный департамент и Юго-западный комитет по политическим вопросам, реорганизовать правительство провинции Гуандуна и переименовать главнокомандующего 1-й группой армий в главнокомандующего 4-й армией. На самом деле, все меры Чан Кайши были направлены на захват военной и политической власти Чэнь Цзитана в провинции Гуандун. Бай Чунси также приехал в Гуанчжоу, чтобы встретиться с Чэнь Цзитаном во время траура по Ху Ханьминю и изо всех сил старался побудить Чэнь Цзитана объединиться с Гуанскийской кликой для борьбы против Чан Кайши под лозунгом «антияпонского и национального спасения».
Чэнь Цзитан был согласен с позицией Бай Чунси. Кроме того, у Чэнь Цзитана был брат по имени Чэнь Вэйчжоу, который хорошо разбирался в астрологии. Весной 1935 года он посетил Чан Кайши в Нанкине и Фэнхуа. Он был уверен, что удача Чан Кайши была исчерпана. Чэнь Цзитан очень верил словам своего брата и после разговора с Бай Чунси решил инициировать «инцидент» против Чан Кайши. Вечером 16 мая Чэнь Цзитан созвал секретную деловую встречу с Юй Ханьмоу, Чжан Да, Мяо Пэйнань, Хуан Жэньхуань, Хуан Тинчжэнь и др. Генералы имели разные мнения об организации «Инцидента в Гуандун-Гуанси». 19 мая Чэнь Цзитан снова созвал почти 20 генералов из армии Гуандуна для обсуждения секретного дела и пригласил Бай Чунси на встречу для того, чтобы тот убедил генералов. Хотя командующий Первой армией Юй Ханьмоу и остальные не поддержали Чэнь Цзитана, он все равно решил выступить против Чан Кайши.
В мае 1936 года Бай Чунси, Ли Цзунжэнь и губернатор провинции Гуандун Чэнь Цзитан создали «Армию борьбы с Японией ради спасения государства», на самом деле подразумевая борьбу против Чан Кайши. Однако из-за того, что Чан Кайши перевёл армию провинции Гуандун в другое место, выступление было отложено. Чан Кайши стремился сильнее ослабить Чэня, предлагая положить конец автономии Гуандуна. Чэнь Цзитан немедленно отреагировал на это, вступив в сговор с Новой Гуансийской кликой с целью свергнуть Чан Кайши под предлогом его неспособности противостоять японской агрессии. Однако усилия Чэнь Цзитана оказались контрпродуктивными: многие из его людей видели в этом ослабление в объединении против неизбежного японского натиска, поэтому многие его последователи примкнули к центральному правительству.
1 июня Чэнь Цзитан уполномочил Юго-западное правительство принять резолюцию, направив письмо правительству Нанкина и ЦК Гоминьдана с призывом к сопротивлению Японии. Затем были сформированы военный комитет и Антияпонская армия национального спасения, председателем и главнокомандующим был Чэнь Цзитан, заместителем — Ли Цзунжэнь. В то же время Чэнь Цзитан и Ли Цзунжэнь тайно связались с Японией, намереваясь использовать японскую силу, чтобы противостоять Чан Кайши, и отправили войска в Хунань в попытке захватить власть Гоминьдана.

### Поражение и бегство на Тайвань
Чан Кайши воспользовался тактикой подкупа, чтобы разделить генералов военно-морского флота, сухопутных и военно-воздушных сил Гуандуна. Юй Ханьмоу, главный генерал кантонской армии, тайно принял предложение Чан Кайши. После нескольких месяцев политического маневрирования, взяточничества, дезертирства и переговоров «Инцидент в Гуандун-Гуанси» был решен мирным путем. 4 июля командующий военно-воздушными силами Чэнь Цзитана Хуан Гуанжуй направил десятки самолетов в стан Чан Кайши. Утром 18 июля командующий ВВС Хуан Гуанжуй, начальник штаба Чэнь Чжолинь и другие вылетели на трех тренировочных самолетах в аэропорт Гонконга; 72 из основных эскадрилий последовательно вылетели на север к Чан Кайши. В этот момент Чэнь Цзитан был в полном отчаянии: он взял британский военный корабль, чтобы покинуть Гуанчжоу со своей семьей, и в ту же ночь бежал в Гонконг.
Во время Второй мировой войны Чэнь Цзитан был членом Национального правительства, Высшего комитета национальной обороны и Стратегической комиссии, а также занимал должность министра сельского и лесного хозяйства. После войны он был назначен губернатором острова Хайнань (тогда часть провинции Гуандун). Он бежал на Тайвань в апреле 1950 года, когда Хайнань перешел под контроль коммунистов, и был назван «стратегическим советником президента». Он умер 3 ноября 1954 года на Тайване.

## Деятельность в провинции Гуандун
С 1929 по 1936 год он внес огромный вклад в развитие, рост и модернизацию провинции. В 1931 году он стал председателем правительства Гуандуна. Он курировал создание системы государственных школ с современными начальными и средними школами, а также престижными колледжами и университетами (включая Университет Сунь Ятсена). Чэнь Цзитан придавал большое значение строительству в провинции Гуандун. После года планирования и подготовки, осенью 1932 года он официально обнародовал «Трехлетний план управления Гуандун». При содействии председателя провинции Линь Юнгая, директора по гражданским вопросам Линь Ичжуна, финансового директора Цюй Фанпу, директора по образованию Хуан Линьшу, директора по строительству Хэ Цили, мэра Гуанчжоу Лю Цзивэнь и других Чэнь Цзитан помогал строить города и развивать промышленный транспорт, культуру и образование. Хорошие результаты были достигнуты в областях восстановления экономики, процветания рынка и подавления бандитизма. Он вымостил городские улицы и построил многоэтажные торговые центры, многочисленные фабрики и первый современный мост через Жемчужную реку.
Вдобавок Чэнь Цзитан увеличил военную мощь. Он расширил войска Юй Ханьмоу, Сян Ханьпина и Ли Янцзина на три армии, каждая из которых управляла двумя дивизиями, а также добавил одного инструктора, две отдельные дивизии, пять отдельных бригад, восемь отдельных полков и артиллерийские полки, танковый батальон и т. д. Так численность его армии выросла до 150 тысяч человек. Позже он много раз пополнял и реорганизовывал войска.
Чэнь Цзитан высоко ценил военно-морской флот и авиацию. Он назначил своих доверенных (Чжан Чжиина и Хуан Гуанжуя) командующими военно-морскими и военно-воздушными силами и монополизировал власть военно-морских и военно-воздушных сил в провинции. Затем он приобрел четыре торпедных катера для оснащения военно-морского флота; расширил военно-воздушные силы до четырех летных бригад, насчитывавших более 130 самолетов различных типов, и построил более десяти аэропортов среднего размера в ключевых местах провинции, что значительно усилило боеспособность морских и военно-воздушных сил.
Жители провинции с любовью называли этот период Золотым веком Гуандуна, а самого Чэнь Цзитана — «Небесным королем Юга».

## Семья
Всего у Чэнь Цзитана было три жены и 18 детей. Среди них был Шу-Пак Чан, профессор электротехники в Университете Санта-Клары, основатель и первый президент Международного технологического университета в Силиконовой долине Калифорнии.